# (367488) Aloisortner
(367488) Aloisortner ist ein Asteroid des Hauptgürtels, der am 14. April 2009 von Richard Gierlinger in der Sternwarte Gaisberg entdeckt wurde. Er hat einen Durchmesser von etwa vier Kilometern.

## Benennung
Der Namensgeber Alois Ortner war ein österreichischer Optiker und Amateurastronom. Er wurde 1938 in Kärnten geboren und interessierte sich bereits in seiner Kindheit für Optik. Schon als Fünfzehnjähriger baute er selbst aus einfachsten Mitteln einen Fotoapparat. Als Jugendlicher arbeitete er auf dem elterlichen Bergbauernhof, zog dann aber nach Innsbruck und fand eine Arbeitsstelle bei Swarovski Optik, wo er eine Lehre als Optiker abschließen konnte. Bei seiner späteren Arbeitsstelle Wild Heerbrugg in der Schweiz, für die er nach Mäder in Vorarlberg zog, legte er die Meisterprüfung ab. Alois Ortner hatte einen ausgezeichneten Ruf als Feinoptiker und Berater in optischen Fragen. Er verstarb 2019 nach schwerer Krankheit.
Die Benennung des Asteroiden zu seinen Ehren erfolgte am 16. März 2014.